# Winfried Hermann

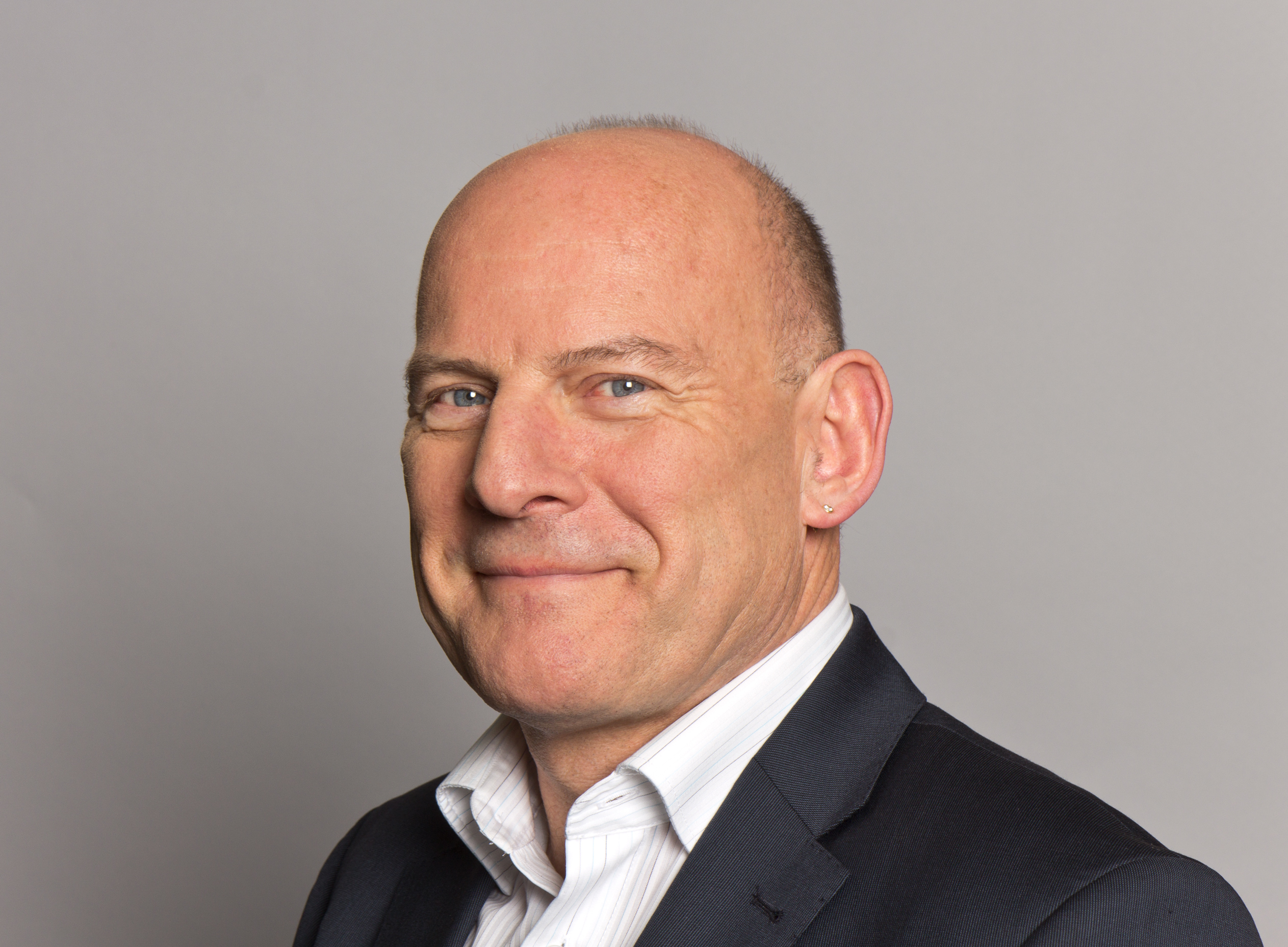
Winfried Hermann (2013)

Winfried „Winne“ Hermann (* 19. Juli 1952 in Rottenburg am Neckar) ist ein deutscher Politiker (Bündnis 90/Die Grünen). Er ist Abgeordneter im Landtag von Baden-Württemberg und seit 2011 baden-württembergischer Verkehrsminister.

## Leben und Beruf
Hermann wurde im Güterbahnhof Rottenburg am Neckar geboren. Sein Großvater war Bahnspediteur.
Er engagierte sich am Eugen-Bolz-Gymnasium Rottenburg in der Schülermitverantwortung und war zeitweilig Schülersprecher. Nach dem Abitur 1971 leistete Hermann seinen Zivildienst im Kinderheim Diasporahaus Bietenhausen bei Haigerloch ab und begann 1973 ein Lehramtsstudium der Fächer Deutsch, Politik und Sport an der Eberhard Karls Universität Tübingen, welches er 1979 mit dem ersten Staatsexamen beendete. Nach dem Referendariat bestand er 1981 auch das zweite Staatsexamen für das Lehramt an Gymnasien. Anschließend war er bis 1984 am Wirtemberg-Gymnasium Stuttgart-Untertürkheim als Lehrer tätig. Von 1989 bis 1998 leitete er den Fachbereich Gesundheit und Umwelt an der Volkshochschule Stuttgart.
Winfried Hermann ist verheiratet und hat eine Tochter.

## Partei
1982 wurde Hermann Mitglied bei den Grünen. Von 1992 bis 1997 war er Landesvorsitzender der Grünen in Baden-Württemberg.

## Abgeordneter
Hermann gehörte von 1984 bis 1988 dem Landtag von Baden-Württemberg an und gehört ihm seit der Landtagswahl 2016 erneut an. Bei der Landtagswahl 1984 erzielte er im Wahlkreis Stuttgart II ein Zweitmandat, bei der Landtagswahl 2016 und der Landtagswahl 2021 im selben Wahlkreis das Erstmandat.
Hermann kündigte 2024 an, zur nächsten Landtagswahl nicht mehr zu kandidieren.
Von 1998 bis 2011 war er Mitglied des Deutschen Bundestages. Hier war er von 1998 bis 2002 stellvertretender Vorsitzender des Ausschusses für Umwelt, Naturschutz und Reaktorsicherheit. Seit 2002 war er Sprecher der Bundestagsfraktion Bündnis 90/Die Grünen für Sportpolitik. Daneben war er von 2002 bis 2005 umweltpolitischer Sprecher, seit 2005 zusätzlich Sprecher für Verkehrspolitik. In der 17. Legislaturperiode war er von 2009 bis 2011 Vorsitzender des Verkehrsausschusses des Deutschen Bundestages. Winfried Hermann ist stets über die Landesliste von Baden-Württemberg in den Bundestag eingezogen.

## Minister

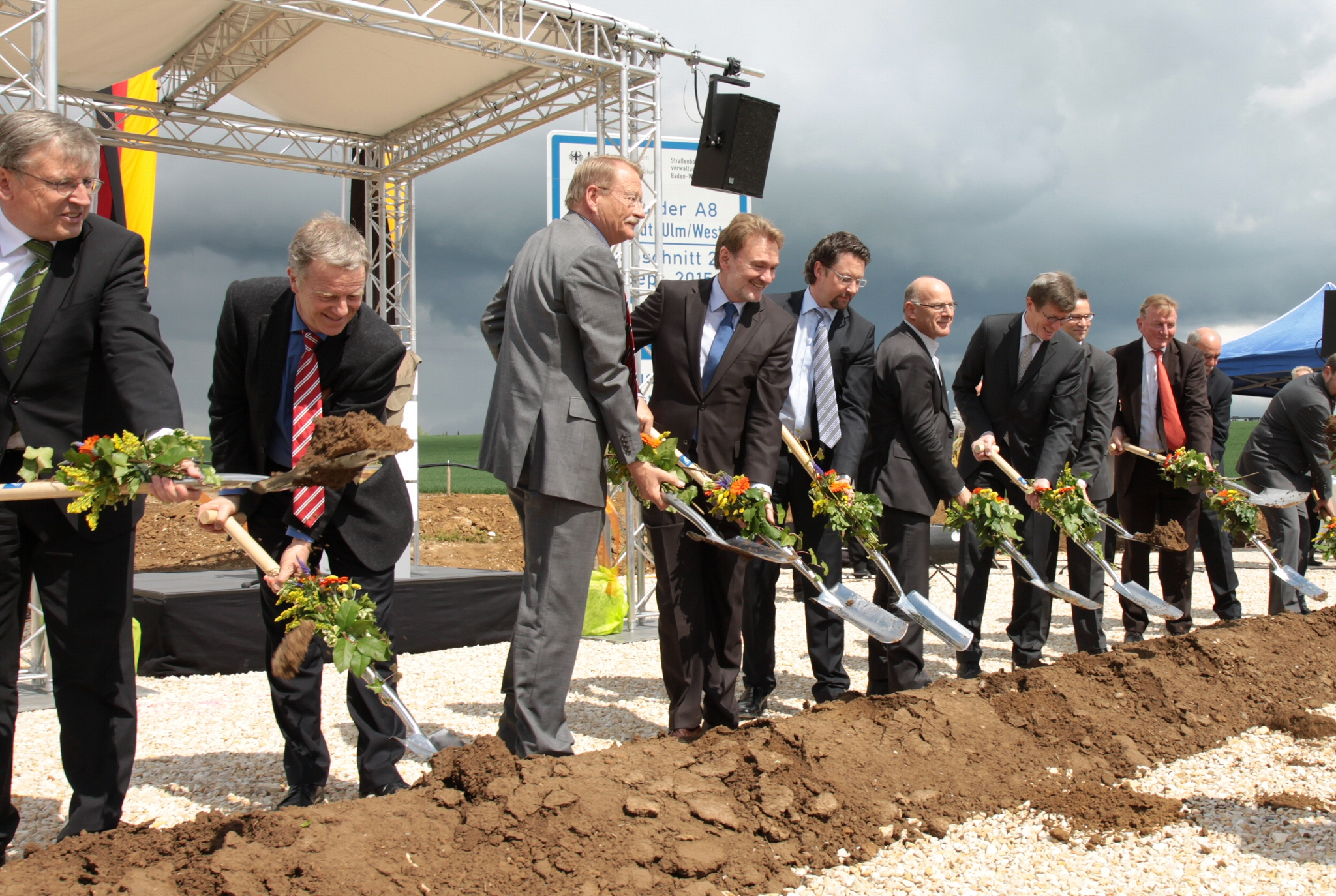
Spatenstich zur Neubaustrecke Wendlingen-Ulm am 7. Mai 2012

Von Mai 2011 bis Mai 2016 war Hermann Minister im neu geschaffenen Ministerium für Verkehr und Infrastruktur im Kabinett Kretschmann I in Baden-Württemberg. Seit 12. Mai 2016 ist er Minister für Verkehr, zunächst im Kabinett Kretschmann II und seit 12. Mai 2021 im Kabinett Kretschmann III.

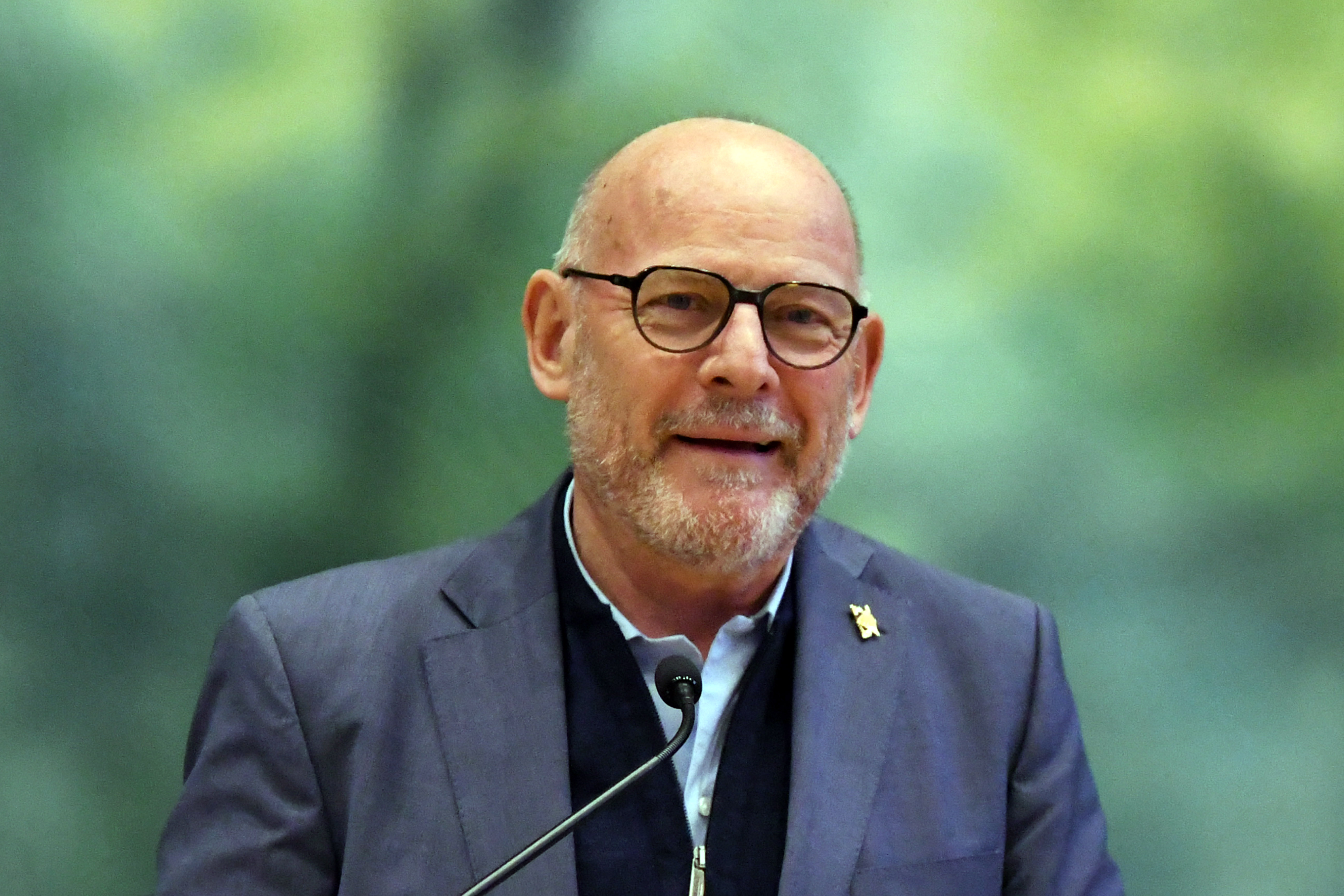
Hermann bei einer Wahlkampfveranstaltung in Brackenheim (2021)

Da das Land Vertragspartner des Bahnprojekts Stuttgart 21 ist, fällt das Projekt in die Ressortzuständigkeit Hermanns. Hermann steht dem Projekt ablehnend gegenüber und bezeichnete es 2018 als „die größte Fehlentscheidung der Eisenbahngeschichte.“ 2011 sagte Hermann in einem Interview mit der Taz, er wolle seine „Zuständigkeit für das Projekt an ein anderes Ministerium abgeben“, falls die Volksabstimmung zu Stuttgart 21 zugunsten der Weiterführung ausgehe. Bis 2023 sprach er sich für eine Ergänzungsstation aus, um die Kapazitäten des achtgleisigen Tiefbahnhofs zu erweitern. Im März 2023 legte sein Ministerium eine Studie vor, die statt einer Ergänzungsstation eine Vielzahl von Maßnahmen im Umfeld empfiehlt.
Hermann kündigte 2013 an, das Schienenverkehrsangebot in Baden-Württemberg kontinuierlich um weitere 15 bis 20 Prozent auszuweiten. Dies solle insbesondere durch verstärkten Wettbewerb erreicht werden.
Ein weiterer Schwerpunkt von Hermann ist das Thema nachhaltige Mobilität. Ziel sei es, Baden-Württemberg zu einem Pionierland für Elektromobilität, der Radinfrastruktur und für eine bessere Vernetzung der Verkehrsträger zu machen. Im Bereich Straßenbau plant das Ministerium eine Verschiebung der Prioritäten weg vom Neubau hin zu mehr Investitionen in die Sanierung und Ertüchtigung. Außerdem sollten bis 2025 zehn Radschnellwege in Baden-Württemberg entstehen. Hermann sprach sich gegen die von der CSU vorgeschlagene Pkw-Maut in Form einer Vignette aus. Er setzt sich dafür ein, dass Profifußballvereine für von ihren Fans begangene schwere Sachbeschädigungen in Zügen anteilsmäßig aufkommen.
Hermann kündigte 2024 an, in der auf die nächste Landtagswahl folgende Legislaturperiode kein Ministeramt mehr ausüben zu werden.

## Weitere Ämter und Engagements
Winfried Hermann war Aufsichtsratsvorsitzender der Hohenzollerischen Landesbahn sowie mehrfach der SWEG Südwestdeutsche Landesverkehrs-GmbH.
Außerdem ist er Mitglied folgender Organisationen:
- Institut Solidarische Moderne[16]
- Eisenbahninfrastrukturbeirat bei der Bundesnetzagentur
- Naturfreunde

## Buch
- Und alles bleibt anders: Meine kleine Geschichte der Mobilität. Molino Verlag, Schwäbisch Hall 2020, ISBN 978-3-948696-06-1.